# Tomboy (Panda Bear)
Tomboy è il quarto album in studio da solista del musicista statunitense Panda Bear (Animal Collective), pubblicato nel 2011.

## Tracce
1. You Can Count On Me – 2:33
2. Tomboy – 4:55
3. Slow Motion – 4:36
4. Surfer's Hymn – 4:10
5. Last Night at the Jetty – 4:40
6. Drone – 4:01
7. Alsatian Darn – 4:16
8. Scheherazade – 3:53
9. Friendship Bracelet – 5:54
10. Afterburner – 6:50
11. Benfica – 4:11